# ستيفن سكالا
ستيفن سكالا (6 أكتوبر 1955 في أستراليا - ) (بالإنجليزية: Steven Skala)‏ هو لاعب كريكت أسترالي.

## وصلات خارجية
- ستيفن سكالا على موقع إي آس بي آن كريك إنفو (الإنجليزية)